# Yoshiharu Fukuhara
Yoshiharu Fukuhara (福原 吉春?, Fukuhara Yoshiharu; Rankoshi, 10 febbraio 1942 – Myōkō, 23 settembre 1975) è stato uno sciatore alpino giapponese.

## Biografia
Sciatore polivalente, Yoshiharu Fukuhara debuttò in campo internazionale in occasione dei Mondiali di Chamonix 1962 (10-18 febbraio), dove si classificò 39º nella discesa libera, 21º nello slalom gigante, 17º nello slalom speciale e 10º nella combinata; ai IX Giochi olimpici invernali di Innsbruck 1964 (29 gennaio-9 febbraio), suo esordio olimpico, si piazzò 45º nella discesa libera, 25º nello slalom gigante, 23º nello slalom speciale e 13º nella combinata, disputata in sede olimpica ma valida solo ai fini dei Mondiali 1964. Nella stagione 1965-1966 ottenne il suo miglior risultato internazionale, 8º nello slalom speciale del Criterium de la première neige (Val-d'Isère, 15-19 dicembre), e partecipò ai Mondiali di Portillo 1966 (5-14 agosto), classificandosi 47º nella discesa libera, 36º nello slalom gigante, 16º nella combinata e non qualificandosi per la finale dello slalom speciale.
Esordì in Coppa del Mondo durante la stagione inaugurale del circuito, il 3 marzo 1967 a Sestriere in discesa libera (47º), e in seguito disputò una sola altra gara, lo slalom speciale del 21 gennaio 1968 a Kitzbühel (senza completare la prova); ai successivi X Giochi olimpici invernali di Grenoble 1968 (9-17 febbraio), suo congedo agonistico, si piazzò 54º nella discesa libera, 50º nello slalom gigante e non si qualificò per la finale dello slalom speciale. Dopo il ritiro divenne il primo giapponese a partecipare al circuito professionistico di sci alpino (Pro Tour); morì suicida nel 1975.

## Palmarès

### Universiadi
- 1 medaglia[9]:
  - 1 argento (slalom speciale a Špindlerův Mlýn 1964)